# Tullgrenius indicus
Tullgrenius indicus är en spindeldjursart som beskrevs av Chamberlin 1933. Tullgrenius indicus ingår i släktet Tullgrenius och familjen Atemnidae. Inga underarter finns listade i Catalogue of Life.